# Football Club Stade Nyonnais 2009-2010
Questa voce raccoglie le informazioni riguardanti il Football Club Stade Nyonnais nelle competizioni ufficiali della stagione 2009-2010.

## Stagione
Nella stagione 2009-2010 lo Stade Nyonnais, allenato da Frantz Barriquand, concluse il campionato di Challenge League al 14º posto. In Coppa Svizzera lo Stade Nyonnais fu eliminato al secondo turno dal Losanna.

## Rosa
| N. |                     | Ruolo | Calciatore         |
| -- | ------------------- | ----- | ------------------ |
| 1  | Svizzera (bandiera) | P     | Damien Warpelin    |
| 2  | Svizzera (bandiera) | C     | Damien Germanier   |
| 3  | Svizzera (bandiera) | D     | Jérémy Pauchard    |
| 4  | Svizzera (bandiera) | D     | Jérôme Hyvernaud   |
| 5  | Francia (bandiera)  | D     | Christophe Jean    |
| 6  | Francia (bandiera)  | D     | Angelino Lepape    |
| 7  | Svizzera (bandiera) | D     | Fabien Sordet      |
| 8  | Francia (bandiera)  | D     | Yanis Cavaglia     |
| 9  | Francia (bandiera)  | A     | Fréderic Besseyre  |
| 10 | Francia (bandiera)  | C     | Tony Andreu        |
| 11 | Svizzera (bandiera) | A     | David Luongo       |
| 12 | Svizzera (bandiera) | C     | Valon Hysenaj      |
| 13 | Svizzera (bandiera) | D     | Michael Schneitter |
| 14 | Svizzera (bandiera) | A     | François Arona     |

| N. |                      | Ruolo | Calciatore         |
| -- | -------------------- | ----- | ------------------ |
| 15 | Svizzera (bandiera)  | D     | Yves Miéville      |
| 16 | Svizzera (bandiera)  | A     | Tshitumba N'Gindu  |
| 17 | Francia (bandiera)   | C     | Constantin Djivas  |
| 18 | Svizzera (bandiera)  | P     | Tolgay Budayici    |
| 19 | Germania (bandiera)  | D     | Yacine Götz        |
| 20 | Martinica (bandiera) | A     | Geoffrey Malfleury |
| 21 | Svizzera (bandiera)  | C     | Mathieu Germanier  |
| 22 | Svizzera (bandiera)  | A     | Mikael Cardoso     |
| 24 | Svizzera (bandiera)  | C     | Remo Hauser        |
| 25 | Svizzera (bandiera)  | D     | Yvan Bolay         |
| 26 | Svizzera (bandiera)  | D     | Gilles Levrand     |
| 27 | Svizzera (bandiera)  | A     | Jocelyn Roux       |
| 28 | Svizzera (bandiera)  | D     | Mehdi Challandes   |
| 30 | Svizzera (bandiera)  | P     | Christophe Guedes  |

## Organigramma societario
Area tecnica
- Allenatore: Frantz Barriquand
- Allenatore in seconda:
- Preparatore dei portieri: Ferdy Lamon
- Preparatori atletici:

## Calciomercato

### Sessione estiva
| Acquisti | Acquisti          | Acquisti     | Acquisti |
| R.       | Nome              | da           | Modalità |
| -------- | ----------------- | ------------ | -------- |
| D        | Gilles Levrand    | Le Mont      |          |
| C        | Damien Germanier  | Le Mont      |          |
| C        | Sofian Allali     | Chênois      |          |
| C        | Tony Andreu       | Chênois      |          |
| A        | Fréderic Besseyre | Chênois      |          |
| D        | Yvan Bolay        | Wil          |          |
| A        | Mikael Cardoso    | Chênois      |          |
| D        | Yanis Cavaglia    | Thonon Évian |          |
| C        | Constantin Djivas | Chênois      |          |
| D        | Yacine Götz       | Chênois      |          |
| D        | Christophe Jean   | Chênois      |          |
| D        | Angelino Lepape   | Chênois      |          |
| A        | David Luongo      | Chênois      |          |

| Cessioni | Cessioni          | Cessioni       | Cessioni |
| R.       | Nome              | a              | Modalità |
| -------- | ----------------- | -------------- | -------- |
| C        | Sofian Allali     | Chênois        |          |
| C        | Sébastien Bichard | Meyrin         |          |
| D        | Abdelaziz Kamara  | Farul Costanza |          |
| D        | Guillaume Katz    | Losanna        |          |
| D        | Yohann Langlet    | Iōnikos        |          |
| A        | Machado           | U Cluj         |          |
| P        | Grégory Mathey    | Echallens      |          |
| C        | Nicola Zari       | Yverdon        |          |

### Sessione invernale
| Acquisti | Acquisti         | Acquisti | Acquisti |
| R.       | Nome             | da       | Modalità |
| -------- | ---------------- | -------- | -------- |
| A        | Jocelyn Roux     | Thun     |          |
| D        | Mehdi Challandes | Servette |          |

| Cessioni | Cessioni | Cessioni | Cessioni |
| R.       | Nome     | a        | Modalità |
| -------- | -------- | -------- | -------- |

## Risultati

### Challenge League

#### andata
| Nyon 25 luglio 2009, ore 17:30 CEST 1ª giornata | Stade Nyonnais | 0 – 0 referto | Kriens | Centre sportif de Colovray (610 spett.)\| Arbitro: \| Bieri \| |
| Arbitro:                                        | Bieri          |               |        |                                                                |

| Arbitro: | Gremaud |

|                             |           |  |
| Morello 18’, 31’ Mathys 49’ | Marcatori |  |

| Arbitro: | Kever |

|                |           |  |
| Proschwitz 76’ | Marcatori |  |

| Arbitro: | Gut |

|                        |           |                                                                   |
| Andreu 45’ Cardoso 90’ | Marcatori | 19’, 28’ Emeghara 48’ Radice 55’ Antić 73’, 84’ Bieli 80’ Lüscher |

| Arbitro: | Grossen |

|                            |           |                |
| Malfleury 21’ Besseyre 64’ | Marcatori | 81’ Malgioglio |

| Arbitro: | Laperrière |

|                                                          |           |  |
| Roux 4’, 42’, 59’, 63’ Faye 10’, 46’, 74’, 87’ Lüthi 54’ | Marcatori |  |

| Arbitro: | Amhof |

|                           |           |  |
| Besseyre 5’ Malfleury 28’ | Marcatori |  |

| Arbitro: | Jaccottet |

|  |           |                        |
|  | Marcatori | 49’, 55’, 90’ Besseyre |

| Arbitro: | Carrell |

|            |           |              |
| Romero 42’ | Marcatori | 67’ Cavaglia |

| Arbitro: | Laperrière |

|              |           |                                   |
| Besseyre 50’ | Marcatori | 43’ Doudin 76’ Silva 90’ Maggetti |

| Arbitro: | Gut |

|              |           |                         |
| Biscotte 90’ | Marcatori | 79’ Levrand 87’ Hysenaj |

| Arbitro: | Graf |

|  |           |                                            |
|  | Marcatori | 47’ Büchel 58’ Nkufo 67’ Zari 84’ Oppliger |

| Losanna 7 novembre 2009, ore 18:00 CET 13ª giornata | Losanna | 0 – 0 referto | Stade Nyonnais | Stade Olympique de la Pontaise (1 100 spett.)\| Arbitro: \| Devouge \| |
| Arbitro:                                            | Devouge |               |                |                                                                        |

| Nyon 29 novembre 2009, ore 16:00 CET 14ª giornata | Stade Nyonnais | 0 – 0 referto | Wil | Centre sportif de Colovray (505 spett.)\| Arbitro: \| Gremaud \| |
| Arbitro:                                          | Gremaud        |               |     |                                                                  |

| Arbitro: | Huwiler |

|                          |           |                              |
| Hysenaj 52’ Cavaglia 90’ | Marcatori | 9’ Nganga 53’ Läng 54’ Ademi |

#### ritorno
| Arbitro: | Amhof |

|          |           |            |
| Roux 68’ | Marcatori | 45’ Senger |

| Arbitro: | Huwiler |

|            |           |  |
| Osmani 81’ | Marcatori |  |

| Arbitro: | Hänni |

|          |           |                                  |
| Roux 37’ | Marcatori | 13’ Ivanishvili 32’, 68’ Tchouga |

| Arbitro: | Winter |

|                              |           |                |
| Silva 47’ (rig.) Preisig 58’ | Marcatori | 8’ (rig.) Roux |

| Arbitro: | Graf |

|         |           |                           |
| Rak 74’ | Marcatori | 5’ Luongo 33’ (rig.) Roux |

| Arbitro: | Carrell |

|              |           |                                        |
| Besseyre 54’ | Marcatori | 25’ Scarione 49’ Klose 90’ Kukuruzović |

| Arbitro: | Grossen |

|                                   |           |              |
| Eudis 30’ de Azevedo 33’ Tozé 50’ | Marcatori | 10’ Besseyre |

| Arbitro: | Gremaud |

|            |           |  |
| Andreu 39’ | Marcatori |  |

| Arbitro: | Winter |

|              |           |  |
| Besseyre 14’ | Marcatori |  |

| Arbitro: | Wermelinger |

|                                                     |           |                     |
| Bieli 23’, 40’ Lüscher 32’, 65’ (rig.) Emeghara 47’ | Marcatori | 45’ (rig.) Besseyre |

| Arbitro: | Bieri |

|                 |           |                        |
| Roux 36’ (rig.) | Marcatori | 18’ Gaspar 67’ Carrupt |

| Arbitro: | Graf |

|                                      |           |                            |
| Blumer 16’ Lezcano 18’ Čavušević 37’ | Marcatori | 25’, 76’ Besseyre 83’ Roux |

| Arbitro: | Klossner |

|                                                 |           |                            |
| Deigendesch 15’, 53’ Thüring 17’ Tadić 39’, 40’ | Marcatori | 28’ Besseyre 65’, 86’ Roux |

| Arbitro: | Speranda |

|              |           |            |
| Besseyre 30’ | Marcatori | 27’ Mathys |

| Arbitro: | Kever |

|             |           |                      |
| Staubli 68’ | Marcatori | 1’, 7’, 82’ Besseyre |

### Coppa Svizzera
| 20 settembre 2009, ore 15:00 CEST Primo turno | Vernier | 0 – 7 | Stade Nyonnais |  |

| 18 ottobre 2009, ore 15:00 CEST Secondo turno | Stade Nyonnais | 1 – 2 | Losanna |  |

## Statistiche

### Statistiche di squadra
| Competizione     | Punti | In casa | In casa | In casa | In casa | In casa | In casa | In trasferta | In trasferta | In trasferta | In trasferta | In trasferta | In trasferta | Totale | Totale | Totale | Totale | Totale | Totale | DR  |
| Competizione     | Punti | G       | V       | N       | P       | Gf      | Gs      | G            | V            | N            | P            | Gf           | Gs           | G      | V      | N      | P      | Gf     | Gs     | DR  |
| ---------------- | ----- | ------- | ------- | ------- | ------- | ------- | ------- | ------------ | ------------ | ------------ | ------------ | ------------ | ------------ | ------ | ------ | ------ | ------ | ------ | ------ | --- |
| Challenge League | 31    | 15      | 4       | 4       | 7       | 16      | 28      | 15           | 4            | 3            | 8            | 20           | 36           | 30     | 8      | 7      | 15     | 36     | 64     | -28 |
| Coppa Svizzera   | -     | 1       | 0       | 0       | 1       | 1       | 2       | 1            | 1            | 0            | 0            | 7            | 0            | 2      | 1      | 0      | 1      | 8      | 2      | +6  |
| Totale           | 31    | 16      | 4       | 4       | 8       | 17      | 30      | 16           | 5            | 3            | 8            | 27           | 36           | 32     | 9      | 7      | 16     | 44     | 66     | -22 |

### Andamento in campionato
| Giornata  | 1 | 2  | 3  | 4  | 5  | 6  | 7  | 8  | 9  | 10 | 11 | 12 | 13 | 14 | 15 | 16 | 17 | 18 | 19 | 20 | 21 | 22 | 23 | 24 | 25 | 26 | 27 | 28 | 29 | 30 |
| --------- | - | -- | -- | -- | -- | -- | -- | -- | -- | -- | -- | -- | -- | -- | -- | -- | -- | -- | -- | -- | -- | -- | -- | -- | -- | -- | -- | -- | -- | -- |
| Luogo     | C | T  | T  | C  | C  | T  | C  | T  | T  | C  | T  | C  | T  | C  | C  | C  | T  | C  | T  | T  | C  | T  | C  | C  | T  | C  | T  | T  | C  | T  |
| Risultato | N | P  | P  | P  | V  | P  | V  | V  | N  | P  | V  | P  | N  | N  | P  | N  | P  | P  | P  | V  | P  | P  | V  | V  | P  | P  | N  | P  | N  | V  |
| Posizione | 7 | 13 | 16 | 16 | 15 | 16 | 13 | 10 | 12 | 12 | 11 | 11 | 11 | 11 | 12 | 12 | 14 | 15 | 15 | 15 | 15 | 15 | 15 | 14 | 14 | 14 | 14 | 14 | 14 | 14 |

Legenda:

Luogo: C = Casa; T = Trasferta. Risultato: V = Vittoria; N = Pareggio; P = Sconfitta.

### Statistiche dei giocatori
| S. Allali     | 1  | 0  | 0 | 0 |
| T. Andreu     | 29 | 2  | 3 | 0 |
| F. Arona      | 2  | 0  | 1 | 0 |
| F. Besseyre   | 28 | 17 | 6 | 1 |
| Y. Bolay      | 23 | 0  | 0 | 0 |
| T. Budayici   | 0  | 0  | 0 | 0 |
| M. Cardoso    | 6  | 1  | 1 | 0 |
| Y. Cavaglia   | 18 | 2  | 2 | 0 |
| M. Challandes | 11 | 0  | 2 | 0 |
| C. Djivas     | 10 | 0  | 2 | 0 |
| D. Germanier  | 20 | 0  | 4 | 1 |
| M. Germanier  | 20 | 0  | 4 | 0 |
| C. Guedes     | 9  | 0  | 0 | 1 |
| Y. Götz       | 1  | 0  | 0 | 0 |
| R. Hauser     | 7  | 0  | 0 | 0 |
| V. Hysenaj    | 15 | 2  | 2 | 0 |
| J. Hyvernaud  | 0  | 0  | 0 | 0 |
| C. Jean       | 5  | 0  | 0 | 0 |
| A. Lepape     | 26 | 0  | 5 | 0 |
| G. Levrand    | 13 | 1  | 2 | 0 |
| D. Luongo     | 15 | 1  | 0 | 0 |
| G. Malfleury  | 23 | 2  | 3 | 0 |
| Y. Miéville   | 25 | 0  | 5 | 1 |
| T. N'Gindu    | 21 | 0  | 2 | 0 |
| J. Pauchard   | 25 | 0  | 3 | 0 |
| J. Roux       | 13 | 8  | 3 | 0 |
| M. Schneitter | 8  | 0  | 0 | 0 |
| F. Sordet     | 2  | 0  | 0 | 0 |
| D. Warpelin   | 22 | 0  | 2 | 0 |